# Dawa Yangzum Sherpa
Dawa Yangzum Sherpa, également connue sous le nom de Dawa Yangzum, est une alpiniste népalaise. Elle est la première népalaise à devenir  guide de haute montagne internationale.

## Biographie
L'ascension d'un premier sommet, le Pic Yala, en 2009, marque le début de la carrière d'alpiniste de Dawa Yangzum Sherpa.
Elle est sélectionnée pour participer à une expédition organisée par National Geographic, et devient l'une des grimpeurs népalais les plus emblématiques de l'histoire en gravissant l'Everest en 2012, exploit qu'elle a répété plusieurs fois.
Le 26 juillet 2014, Dawa Yangzum Sherpa prend part à groupe d'alpinistes népalais à l'assaut du K2, l'un des pics réputé le plus difficile, situé au Pakistan. Elle devient une des trois femmes népalaises à atteindre le sommet, aux côtés de ses consœurs Maya Sherpa et Pasang Lhamu Sherpa Akita.
En 2017, elle reçoit une certification de l'Union internationale des associations de guides de montagne et obtient le titre de guide de haute montagne internationale. La même année, elle tente l'ascension du Kangchenjunga, troisième montagne la plus haut du monde. Elle est contrainte d'arrêter à cause de mauvaises conditions météorologiques.
En mars 2019, elle signe un contrat avec la société américaine de produits de loisirs de plein air The North Face, Elle est l'une des rares alpinistes professionnelles népalaises à être rémunérée en tant qu'athlète par une grande société occidentale.
Le 29 mai 2019, Dawa Yangzum Sherpa devient la première femme népalaise à atteindre le Makalu, cinquième sommet le plus élevé du monde.
Dawa Yangzum Sherpa veut incarner un exemple pour les filles. Elle explique avoir souffert des stéréotypes interdisant l'alpinisme aux femmes. Elle a l'espoir que son « petit succès inspirera d'autres filles à suivre leurs rêves ».

## Principales ascensions
- 2012 : Everest
- 2014 : K2
- 2019 : Makalu